# 維利尚卡
48°14′22″N 30°52′9″E / 48.23944°N 30.86917°E

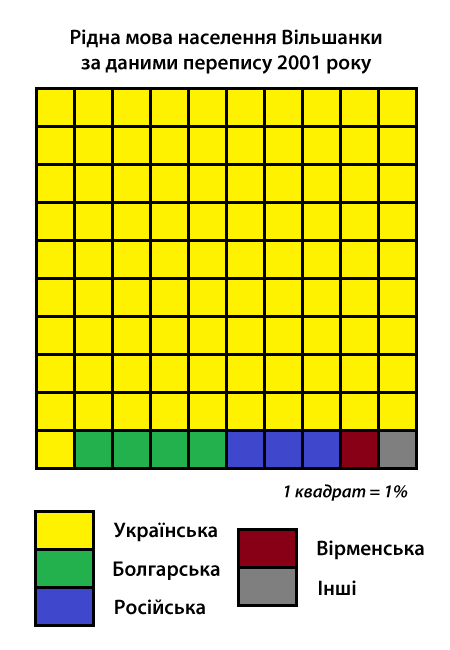

維利尚卡，是烏克蘭中部基洛夫格勒州霍洛瓦尼夫斯克区維利尚卡市鎮内的市級鎮及其行政中心。曾是原維利尚卡區的区府。處於錫紐哈河左岸，海拔高度93米，2011年人口4,877。